# Houstonie bleue
Houstonia caerulea
Espèce
Synonymes
- Anotis coerulea (L.) G.Don[1]
- Anotis gentianoides (Endl.) Walp.[1]
- Hedyotis brachiata Miq. ex Hook.f.[1]
- Hedyotis caerulea (L.) Hook.[1]
- Hedyotis gentianoides Endl.[1]
- Houstonia caerulea f. albiflora Millsp.[1]
- Houstonia faxonorum (Pease & A.H.Moore) Fernald[1]
- Houstonia grandiflora Raf.[1]
- Houstonia linnaei Michx.[1]
- Houstonia pusilla J.F.Gmel.[1]
- Houstonia serpyllifolia Graham[1]
- Oldenlandia caerulea (L.) A.Gray[1]
- Poiretia erecta J.F.Gmel.[1]

L'Houstonie bleue, Houstonia caerulea, est une espèce de plantes vivaces de la famille des Rubiaceae. Elle est originaire de l'Est du Canada (de l'Ontario à Terre-Neuve) et de l'Est des États-Unis (du Maine au Wisconsin, et vers le sud de la Floride à la Louisiane, avec des populations dispersées en Oklahoma).

## Taxonomie
Cette plante était autrefois classée dans le genre Hedyotis, mais est maintenant généralement classée dans le genre Houstonia, bien que de nombreuses références incluent encore Hedyotis dans son nom.

## Étymologie
Le nom latin (caerulea, de caeruleus, qui signifie bleu ciel ou bleu foncé) et le nom commun, Houstonie bleue, se rapportent à la coloration de la fleur — parfois pâle, parfois vive. Les fleurs ont également suscité leur autre nom anglais de « Quaker ladies », en raison de la similitude de leur forme avec le chapeau des femmes quaker. Un autre nom enfin, « innocence », se passe de commentaires.

## Description
Houstonia caerulea est une plante herbacée vivace miniature haute de 10 à 15 cm, dont les feuilles se regroupent en rosettes basales. Ses feuilles lancéolées ne dépassent pas le centimètre. À partir d’avril ou de mai, en fonction des températures, les rosettes vont produire une multitude de tiges florales, portant chacune une unique fleur tubulaire à quatre pétales, particulièrement lumineuse. Le centre de la fleur est marqué de blanc et de jaune. Les fleurs sont nombreuses et de couleur variable en fonction de leur région d’origine, certaines sont blanches à cœur jaune, d’autre sont violet pâle,,. 

## Habitat
Houstonia caerulea se rencontre généralement dans les zones graveleuses et préfère les conditions ensoleillées, mais tolère la mi-ombre et est très tolérante dans les sols secs,.

## Pollinisation
Les abeilles et d’autres insectes rendent visite à cette plante pour son nectar.

## Culture
La préférence est le plein soleil ou le soleil partiel, les conditions humides à mésiques sèches et un sol sablonneux ou rocheux mince quelque peu acide. La croissance et le développement se produisent principalement au printemps. Cette fleur sauvage est adaptée aux rocailles,.

### Entretien
Supprimez régulièrement le feuillage abîmé. Vous pouvez récupérer les graines en coupant les fleurs.

### Multiplication
L'Houstonie bleue se multiplie par la division de touffe et par le semis au printemps.

## Galerie

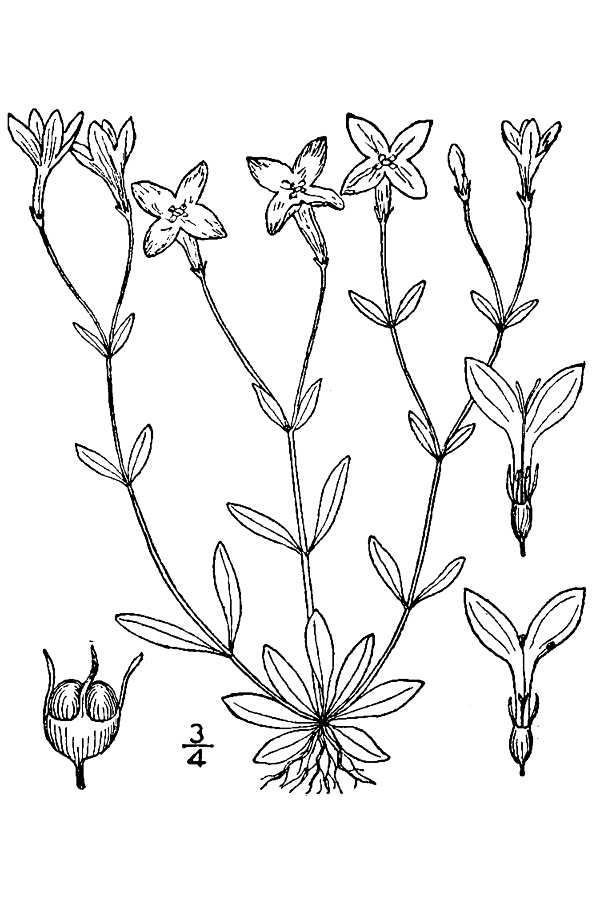
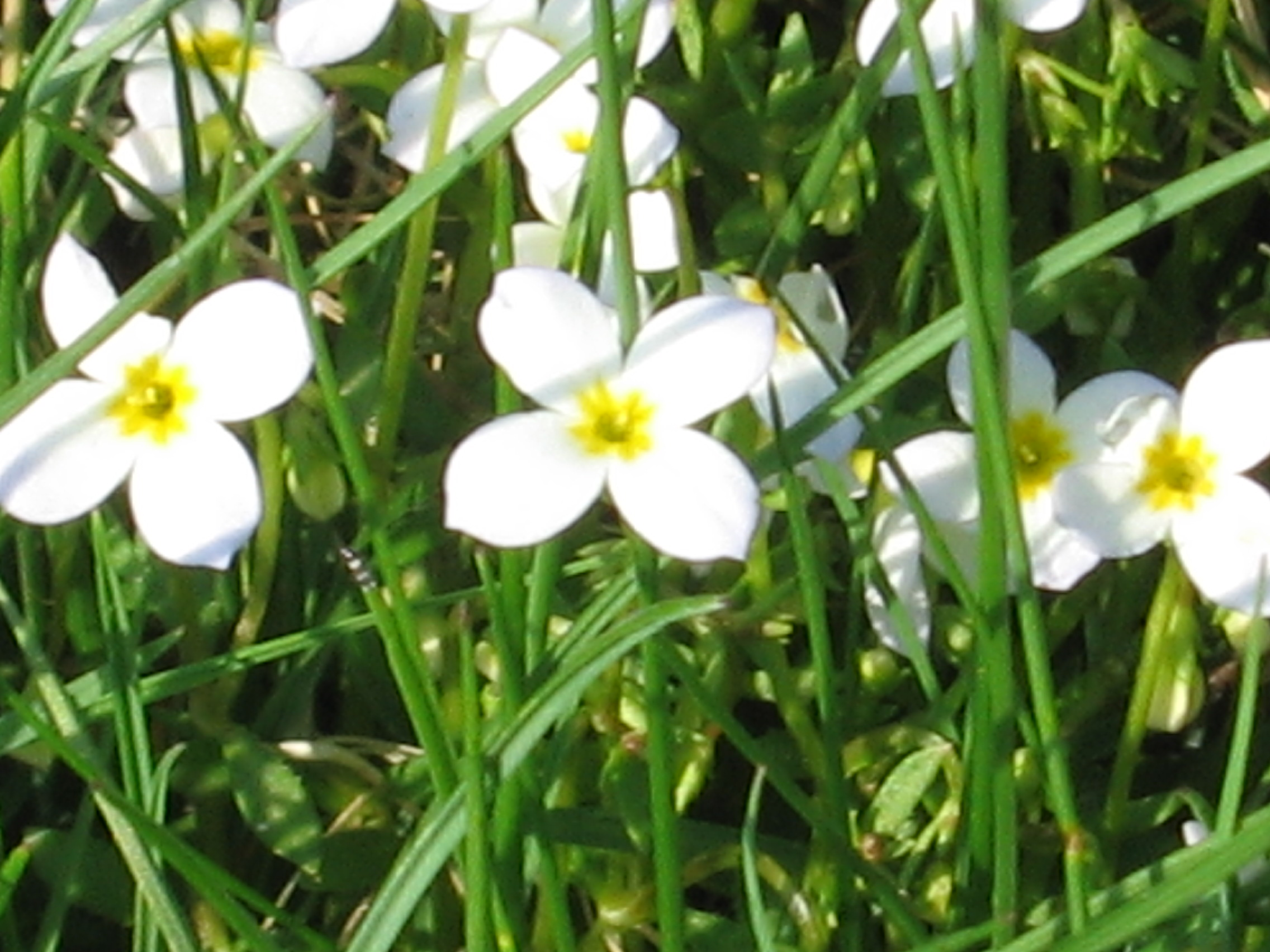
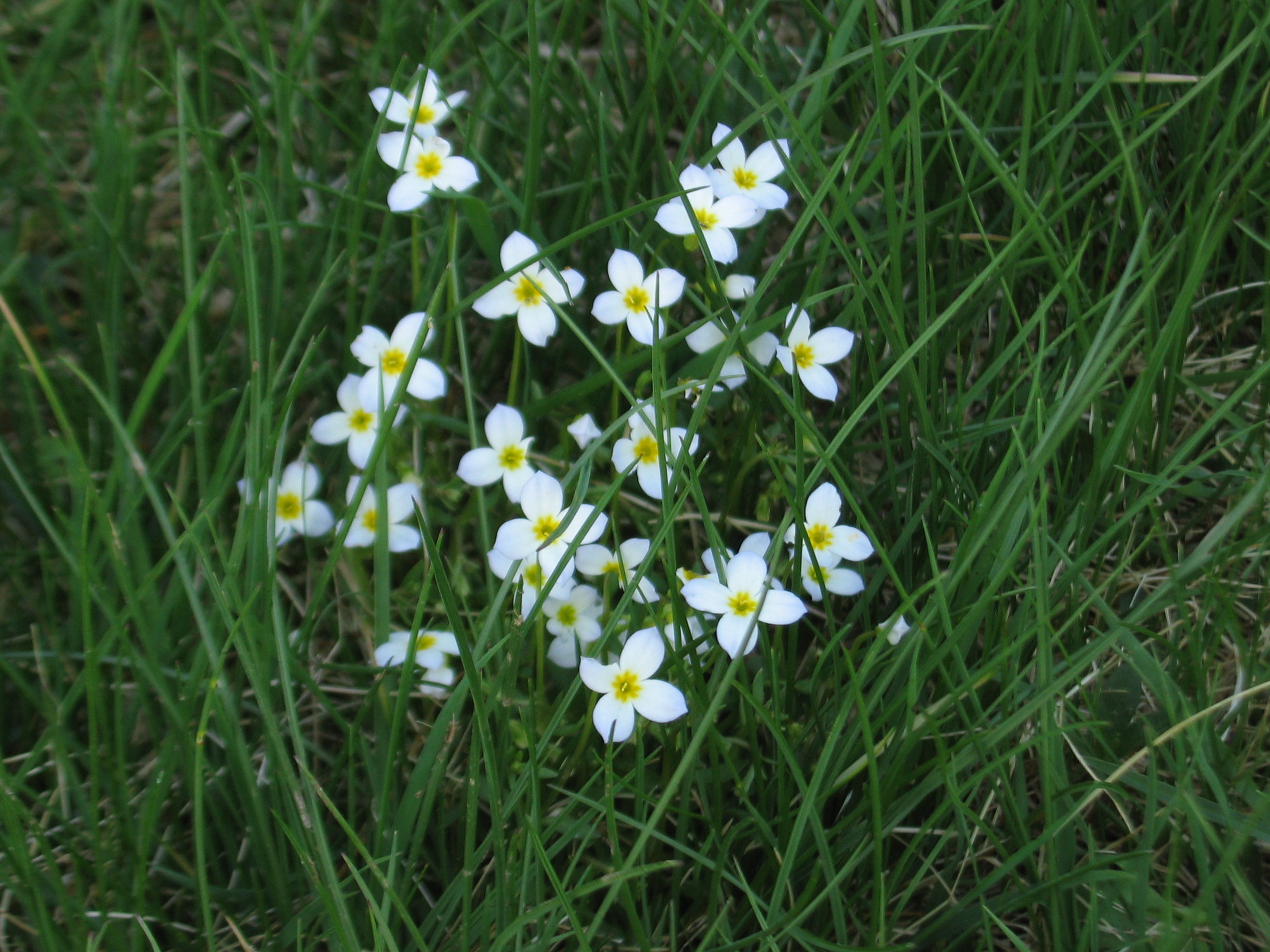
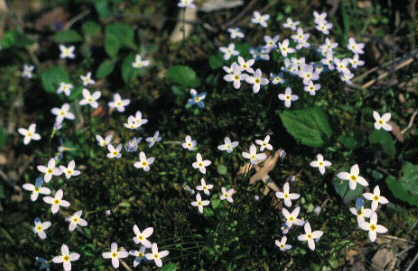